# آلباتروس جی. ۳
آلباتروس جی. ۳ (به انگلیسی: Albatros_G.III) یک هواگرد از نوع بمب‌افکن ساخت شرکت آلباتروس فلوکتسایک‌ورک در آلمان است. هواگرد آلباتروس جی. ۳ نخستین پروازش را در اواسط ۱۹۱۶ میلادی انجام داد. این هواگرد در سال ۱۹۱۷ میلادی رسماً معرفی گردید.